# Йоганнес ван Стіпріан
Йоганнес ван Стіпріан (нім. Johannes van Stipriaan; 9 грудня 1913, Норден — ?) — німецький офіцер-підводник, оберлейтенант-цур-зее резерву крігсмаріне. 

## Біографія
В квітні 1940 року вступив на флот. З 6 липня 1942 по 30 січня 1943 року пройшов курс підводника. В лютому 1943 року був направлений на будівництво підводного човна U-539. З 24 лютого 1943 року — вахтовий офіцер на U-539, на якому взяв участь у двох походах в Північну Атлантику. 16-30 квітня 1944 року пройшов курс позиціонування (радіовимірювання), З 1 травня по 16 червня — курс командира човна. У вересні-жовтні 1944 року — командир U-237. 5 січня 1945 року направлений на будівництво U-3046, проте 30 березня недобудований човен був знищений внаслідок бомбардування. 8 травня 1945 року взятий в полон британськими військами.

## Звання
- Матрос-єфрейтор (1 січня 1941)
- Боцманмат (1 березня 1941)
- Боцман (1 лютого 1942)
- Боцман резерву (1 квітня 1942)
- Обербоцман резерву (1 травня 1942)
- Лейтенант-цур-зее резерву (1 жовтня 1942)
- Оберлейтенант-цур-зее резерву (1 березня 1944)

## Нагороди
- Нагрудний знак підводника (22 березня 1944)